# Josep Nicolau i Sabater
Josep Nicolau i Sabater (Tortosa, Baix Ebre, 19 de juliol de 1862 - ?, 29 de gener de 1950) fou un enginyer i polític català, diputat a les Corts Espanyoles durant la restauració borbònica.

## Biografia
Es llicencià a la Universitat de Madrid, on el 1886 fou nomenat enginyer en cap de l'Escuela Especial de Ingenieros, alhora que treballava a Terol, Pontevedra i Lleida. Dirigí les obres del port de València el 1889 i del port d'Alacant de 1901 a 1911. Va viatjar per Egipte i pels EUA, on va estudiar els sistemes d'irrigació sobre els que va escriure dos llibres, juntament amb Narciso Puig de la Bellacasa y Sánchez. També fou enginyer director del Servei Tècnic del Canal d'Isabel II el 1920.
Inicialment milità al Partit Liberal, on fou diputat per a Tarragona a les eleccions generals espanyoles de 1910, 1914, 1916, 1918 i 1919, però després fou diputat per la Unión Monárquica Nacional a les eleccions generals espanyoles de 1920 i 1923. Durant aquests anys fou director general de Comerç, Indústria i Treball, i ministre de Foment interí durant uns dies de març i agost de 1923. Després abandonà la política i fou nomenat projectista dels recs de l'Alt Aragó, càrrec des del qual criticà força el Pla Naiconal d'Obres Hidráuliques de 1933.

## Obres
- Proyecto de ... mejoras para el puerto de Alicante (1902) amb Nicolau Puig de la Bellacasa
- Los aglomerantes en las obras marítimas (1928)